# John Robert Steel
John Robert Steel (30 de outubro de 1948) é um matemático estadunidense.
Em 1977 obteve o Ph.D. em lógica e metodologia da ciência na Universidade da Califórnia em Berkeley
Especialista em teoria dos conjuntos, é professor da Universidade da Califórnia em Berkeley.  Fez diversas contribuições à teoria de modelos internos e determinância. Juntamente com Donald Anthony Martin, provou o axioma da determinância projetiva, assumindo a existência de suficientemente grandes cardinais.
Foi palestrante convidado do Congresso Internacional de Matemáticos em Quioto (1990: Iteration trees).